# Moita Bonita
Moita Bonita é um município brasileiro localizado na região central do estado de Sergipe.

## História
A sede do município originou-se do antigo povoamento "Alto do Coqueiro", uma pequena aglomeração desítios em terrenos elevados e repletos de coqueirais. O início da ocupação da região começou no século XVII, com a concessão de sesmarias pelo Capitão-Mor da província Manuel de Miranda Barbosa a agricultores, para o povoamento das circunvizinhanças de Itabaiana. A partir daí, o desenvolvimento local foi muito lento (na década de 50 do século XX, a região possuía somente quatro grandes famílias de moradores). O acesso a outras regiões se dava por estradas precárias por carro de boi ou em montarias.
Os primeiros proprietários de sítios existentes no local onde hoje é a sede do município de Moita Bonita foram: Manoel de Vergílio, João de Clarinha, Agenor Lima, Miguel Orelha, Clara Pinto Frito (apelido),Humbelino Barreto, Barnabé, Sabino, Sérgio de Anjinho, etc. Algum tempo após foi construída a capelinha e deram a Santa Terezinha o título de padroeira. Os fundadores desta pequena igrejinha foram os antigos moradores do Alto do Coqueiro. Com a elevação do Povoado à categoria de vila, a capelinha foi ampliada. Com o desenvolvimento gradual da localidade, outras residências foram surgindo aos redores da capela, entre elas a casa de Zeca Carrapicho, Pedro Crescenço, Antônio Barreto, José Costa, Domingo Crescenço, Pedro Carrapicho, José Barbosa, o Mercado de Talho, Fabrisco, etc.[carece de fontes?]
A sede do município de Moita Bonita. Teve origem no local onde foi construída a igrejinha de Santa Terezinha, hoje praça Santa Terezinha. Outras ruas e avenidas foram surgindo aos arredores da praça, como: Avenida Eliziário Menezes, Rua Belizário Góis, Domingos Pereira, Nossa Senhora das Dores, Ribeirópolis, e outras.
Foi construída a Escola Rural do Povoado Centro, hoje Escola Municipal Terezinha Santana dos Santos, que funcionava com uma sala de aula e dependências para professores (naquela época os professores vinham de outros lugares). As primeiras professoras foram: Maria Percília de Jesus Carvalho, Cícera Santana, Leonor Costa, Lourdes Maciel, Maria Lourdes Barbosa, Luzinete, Albertina e Terezinha Santana dos Santos, vindos de outras localidades além de Maria da Glória Costa que depois passou a ensinar em prédio próprio a “Escola Antônio Barbosa camponês”. Existia antes na comunidade, um professor particular conhecido por “Zé Mestre”.[carece de fontes?]
Em 1957, o povoado de Moita Bonita foi elevado à categoria de vila. O local foi se desenvolvendo, porém pertencia ao município de Itabaiana, que tinha naquela época como chefe político Euclides Paes Mendonça, natural de Serra do Machado (Ribeirópolis), grande rival político e inimigo do seu irmão Pedro Paes Mendonça, então Deputado Estadual, que foi o idealizador da Lei Estadual nº 1.165 de 12 de março de 1963 que criou o município de Moita Bonita, emancipando-o definitivamente do Município de Itabaiana.
Na zona rural do município existia naquela época, algumas escolas pertencentes ao Estado e ao município de Itabaiana. Existiam escolas Estaduais em: Capunga, Candeias, Campo Grande, Figueiras, Piabas. As escolas de Campo Grande, Piabas e Figueiras, foram extintas, Capunga e Candeias passaram a ser administradas pelo município alguns anos depois. Existiam escolas municipais pertencentes ao município de Itabaiana em: Oiteiros, Cova da Onça, Lagoa do Capunga, entre outros.
A população moitense é formada de 3 etnias: O branco, elemento vindo do continente Europeu, especialmente de origem portuguesa; O índio, elemento nativo (a região do Capunga era uma aldeia indígena) e o negro de origem africana, que trabalhava nos engenhos de açúcar, já extintos na região. Por exemplo: no engenho pertencente ao Sr. Benvindo de Joana, localizado no pé da Serra do Carcará. Produzia açúcar em barra e o melaço (cabaú).
A maior influência do elemento negro está na região de Pai Mandú e Serrinha, localidades que no passado havia o predomínio do elemento negro, visto que o engenho de açúcar ficava próximo. Ainda hoje, há no local as ruínas do antigo engenho situado no sopé da Serra do Carcará, as antigas caldeiras, onde o açúcar e o melado eram produzidos.
Os prefeitos que já passaram pela administração da cidade, eleitos pelo voto direto popular foram: Pedro Paes Mendonça, Josias Costa, José Barbosa de Oliveira, José Costa, João Ferreira Lima (interventor), João Neres de Andrade, Manoel Batista dos Santos, José Barreto de Souza, João Bosco da Costa, Leda Maria Costa Barreto, Marcos Antonio Costa e Glória Grazielle da Costa.
O Projeto "Pense Grande" começa a ser desenvolvido no Colégio Estadual Djenal Tavares de Queiroz, e os alunos selecionados futuramente aplicarão seus empreendimentos na busca de uma sociedade melhor.

## Geografia
O município está parcialmente incluído na região do polígono das secas, com temperaturas médias anuais de 24°C e precipitação anual média de chuvas de 1000mm, com período mais chuvoso de março a agosto (outono e inverno). O relevo são de pediplanos com ocasionais colinas. A vegetação do município compreende capoeira, caatinga, campos limpos e campos Sujos. O município está inserido na bacia hidrográfica do rio Sergipe. O rio Jacarecica é o principal da região. 

## Economia
Depende principalmente da agricultura (principalmente mandioca e batata doce, seguida de milho, feijão e manga), da pecuária de bovinos, suínos e muares, além da criação de galináceos. 

## Comunicação
- O município se comunica com o Brasil e o mundo através da Banda Larga de internet, Telefonia Móvel ou Fixa e a TV.

### Telefonia Móvel
- Claro:GSM e 3G
- Vivo:GSM e 3G/4G

### Banda larga
- GMV NET
- Oi velox
- Acesso Net

### Televisão
- TV Sergipe : Rede Globo canal 4
- TV Atalaia : Rede Record canal 8
- SBT canal 50
- TV Bandeirantes canal 44

### Rádio
- FM Itabaiana 93.1 FM
- FM Sergipe 95,9 FM
- Jovem pan 88.7 FM
- Moita FM 104.9 FM
- Rádio jornal 540 AM
- Ilha FM 103.1 FM